# بازی: به سوی صفر
بازی: به سوی صفر (انگلیسی: The Game: Towards Zero؛‏ کره‌ای: 더 게임: ۰시를 향하여) یک مجموعه تلویزیونی محصول کره جنوبی سال ۲۰۲۰ با بازی اوک تک یون، لی یون هی و لیم جو هوان است. این مجموعه از ۲۲ ژانویه تا ۱۲ مارس ۲۰۲۰، روزهای چهارشنبه و پنجشنبه ساعت ۲۱:۰۰ (کی‌اس‌تی) از ام‌بی‌سی پخش شد.

## بازیگران

### اصلی
- اوک تک یون در نقش کیم ته پیونگ[۵][۶]
- لی یون هی در نقش سو جون یونگ[۷][۸]
  - جو یه ریم در نقش جوانی سو جون یونگ
- لیم جو هوان در نقش گو دو کیونگ[۹]

### مکمل
- پارک جی ایل در نقش نام وو هیون
- چوی جه وونگ در نقش هان دونگ وو
- شین سونگ مین در نقش یون کانگ جه
- لی سونگ وو در نقش گو بونگ سو
- لی بوم در نقش جی سو هیون
- پارک وون سانگ در نقش لی جون هی
- یو سه هیونگ در نقش سونگ مین جه
- هونگ این در نقش پارک هان گیو
- یون جی وون در نقش اوه یه جی
- جونگ دونگ هوان در نقش معلم بک
- ریو هه رین در نقش لی یون هوا
- جانگ سو یون در نقش یو جی وون
- چوی دا این در نقش لی می جین
- کیم یونگ جون در نقش جو پیل دو
- یه سو جونگ در نقش خانم جونگ
- یانگ هیونگ مین در نقش اوه سونگ مین
- کیم هاک سون در نقش سو دونگ چول

### حضور ویژه
- جانگ گوانگ (قسمت ۱۷–۱۸)